# Bình San
Bình San là một phường thuộc thành phố Hà Tiên, tỉnh Kiên Giang, Việt Nam.

## Địa lý
Phường Bình San có vị trí địa lý:
- Phía đông giáp phường Đông Hồ
- Phía tây giáp phường Pháo Đài
- Phía nam giáp phường Pháo Đài và phường Tô Châu
- Phía bắc giáp phường Mỹ Đức.

Phường Bình San có diện tích 1,68 km², dân số năm 2020 là 10.462 người, mật độ dân số đạt 6.227 người/km².

## Hành chính
Phường Bình San được chia thành 5 khu phố: 1, 2, 3, 4, 5.

## Lịch sử
Ngày 8 tháng 7 năm 1998, Chính phủ ban hành Nghị định 47/1998/NĐ-CP về việc thành lập phường Bình San trên cơ sở 148,55 ha diện tích tự nhiên và 5.698 nhân khẩu của thị trấn Hà Tiên.
Ngày 11 tháng 9 năm 2018, Ủy ban Thường vụ Quốc hội ban hành Nghị quyết 573/NQ-UBTVQH14 về việc thành lập thành phố Hà Tiên thuộc tỉnh Kiên Giang và phường Bình San trực thuộc thành phố Hà Tiên.